# Sh2-150
Sh2-150 est une nébuleuse en émission visible dans la constellation de Céphée.
Elle est identifiée dans la partie centrale de la constellation, à environ un cinquième de la distance angulaire entre ι Cephei et μ Cephei. La période la plus appropriée pour son observation dans le ciel du soir tombe entre les mois de juillet et décembre et elle est considérablement facilitée pour les observateurs situés dans les régions de l'hémisphère boréal, où elle se produit circumpolaire jusqu'aux régions tempérées chaudes.
Sh2-150 est une assez grande région H II orientée nord-sud juste à l'est de 26 Cephei. Elle est à environ 900 pc (∼2 940 al), le même que la nébuleuse voisine Sh2-145, et apparaît dans la direction des associations stellaires Cepheus OB2 et Cepheus OB3 et peut-être lié à la superbulle en expansion Cepheus Bubble. Deux étoiles bleues sont responsables de son ionisation : HD 213087 a une classe spectrale B0.5Ib et est donc une supergéante bleue, tandis que HD 213405, de classe B0.5V, est une étoile de séquence principale.